# Alessandro Potenza
Alessandro Potenza (ur. 8 marca 1984 w San Severo) – włoski piłkarz grającym na pozycji środkowego obrońcy.

## Osiągnięcia
- Mistrzostwo Europy U-19 w 2003 roku
- Mistrzostwo Europy U-21 w 2004 roku